# Góry Ołowiane

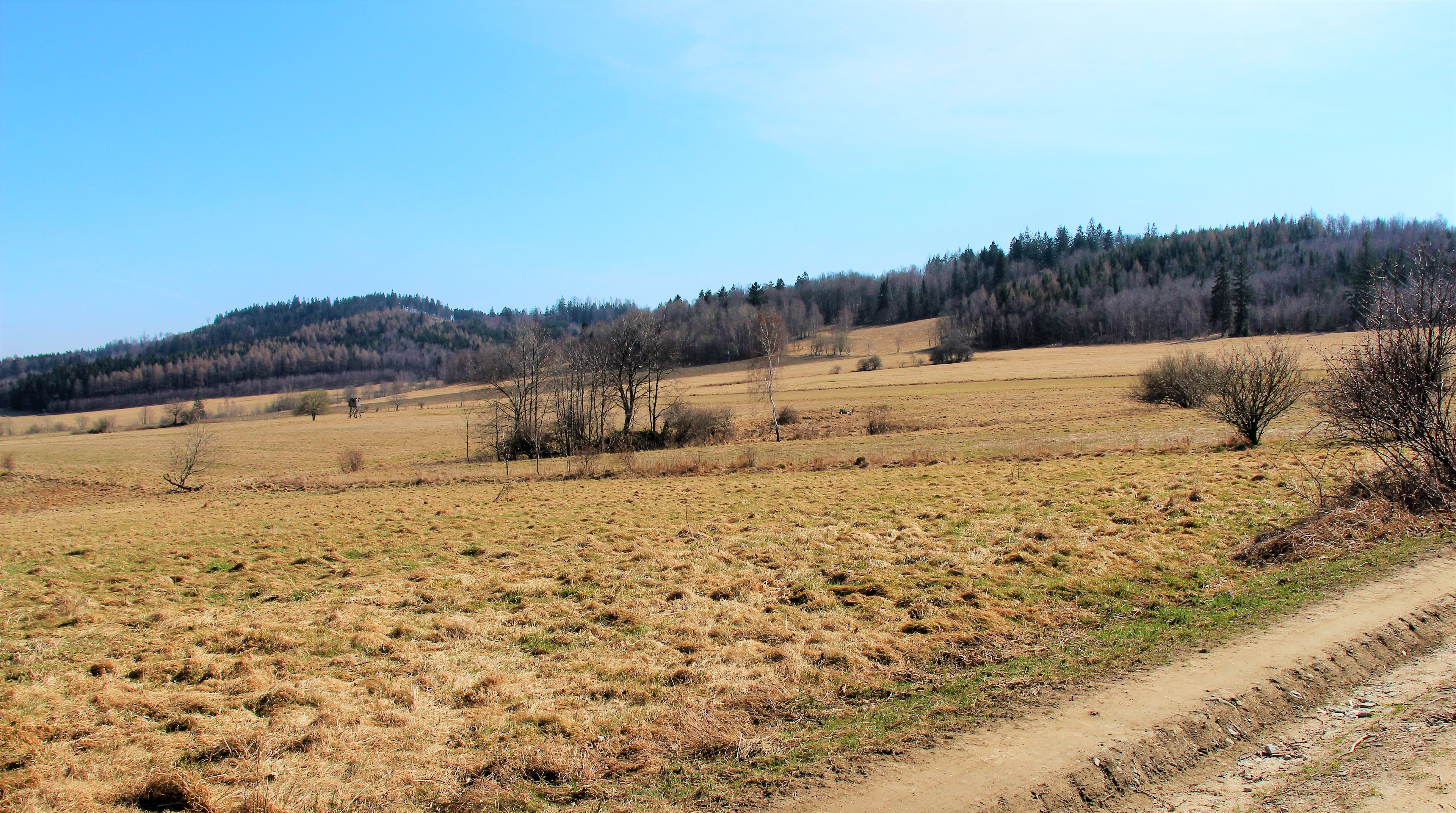
Od lewej: Ołowiana i Różanka

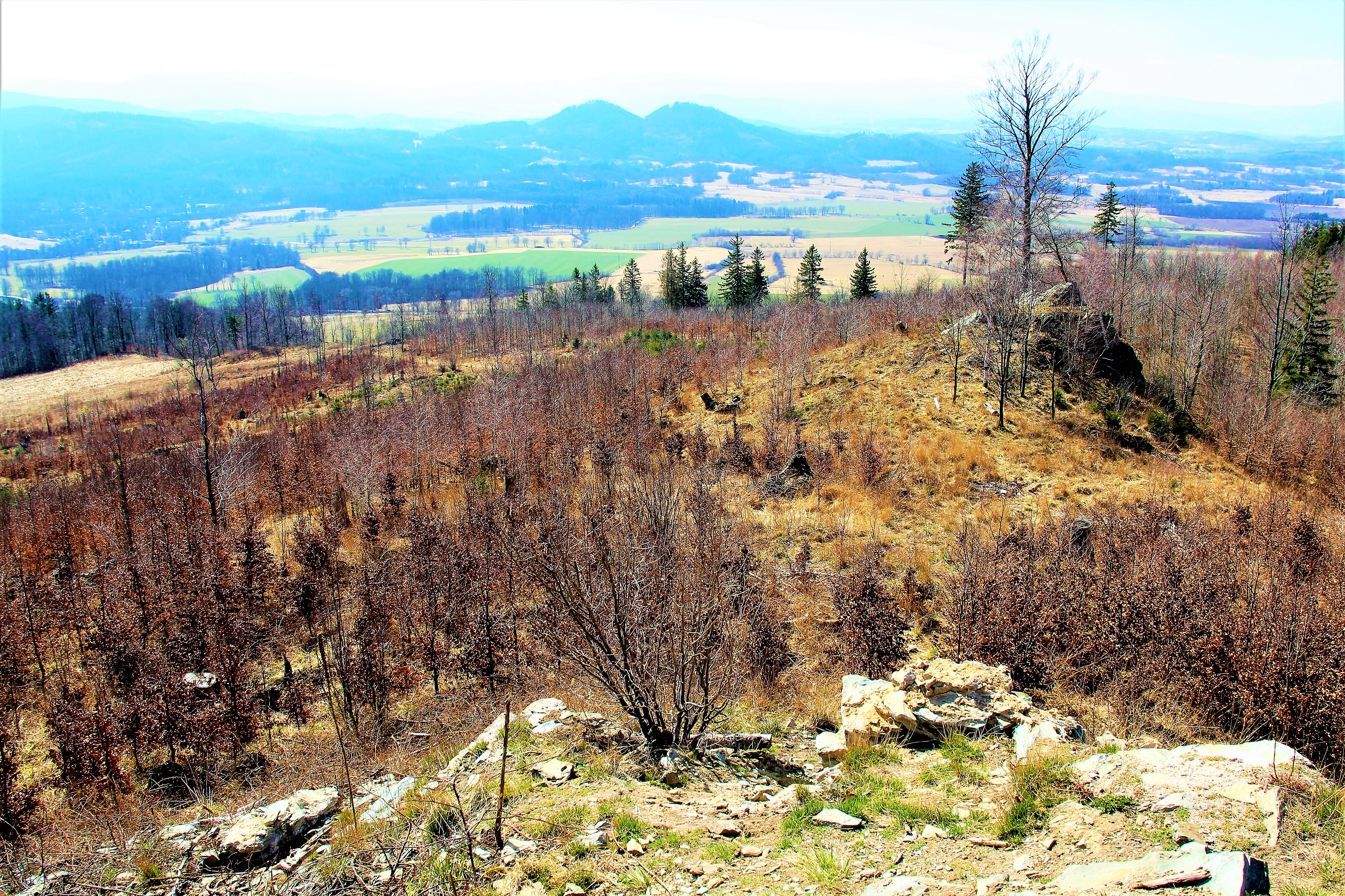
Widok z Różanki na Góry Sokole

Góry Ołowiane – niewielki grzbiet górski należący do Gór Kaczawskich. Stanowi najbardziej wysuniętą na południowy wschód część Grzbietu Południowego Gór Kaczawskich. Od reszty tegoż grzbietu oddziela je Przełęcz Radomierska i wieś Radomierz, od Grzbietu Wschodniego oddzielone są doliną rzeki Kaczawy, od południa sąsiadują z doliną Bobru, który oddziela je od Rudaw Janowickich.

## Rzeźba terenu
Góry Ołowiane tworzą zwarty masyw z niezbyt wybitnymi wzniesieniami, rozcięty na północy, wschodzie i południu dolinami bezimiennych potoków. Zbocza południowe są strome, pozostałe łagodniejsze. Na grzbiecie znajduje się sporo niezbyt dużych skałek zieleńcowych.

## Wzniesienia
Najważniejsze szczyty pasma to: Turzec (684 m n.p.m.), Ołowiana (658 m n.p.m.), Różanka (628 m n.p.m.) i Ciechanówka (598 m n.p.m.). Pomniejsze to: Brożyna (570 m n.p.m.), Wzgórze Czaszek (535 m n.p.m.), Sakowczyk (519 m n.p.m.) i Popiel (463 m n.p.m.).

## Ważniejsze miejscowości
Ważniejsze miejscowości położone wokół Gór Ołowianych: Janowice Wielkie, Kaczorów, Radomierz, Ciechanowice, Świdnik.

## Budowa geologiczna
Większa część Gór Ołowianych zbudowana jest ze skał metamorficznych tzw. metamorfiku kaczawskiego, przede wszystkim z zieleńców, podrzędnie z diabazów, fyllitów i wapieni krystalicznych. Niewielkie fragmenty w południowej części, w przełomie Bobru, należą do wschodniej osłony granitu karkonoskiego i zbudowane są głównie z amfibolitów i łupków amfibolowych. Niewielki skrawek w południowo-zachodniej części, w rejonie Janowic Wielkich należy do masywu karkonoskiego i zbudowany jest ze skał magmowych – z granitu karkonoskiego.
Starsze skały krystaliczne przykryte są na stokach kenozoicznymi rumoszami skalnymi i glinami zboczowymi, a w obniżeniach piaskami i żwirami. Wreszcie w dolinach potoków występują plejstoceńskie i holoceńskie osady: żwiry, piaski, muły (mady rzeczne).

## Górnictwo
W południowej części Gór Ołowianych widoczne są ślady dawnego górnictwa – zapadliska dawnych szybików i hałdy po górnictwie rud metali oraz sztolnie po poszukiwaniach uranu.
Również w południowej części Gór Ołowianych znajduje się opuszczony i częściowo zarośnięty kamieniołom wapieni krystalicznych, a niżej ruiny wapiennika.

## Roślinność
Góry Ołowiane są w większości zalesione. Głównie są to sztucznie sadzone monokultury świerkowe, rzadziej lasy bukowe, mieszane i lasy łęgowe.

## Ochrona przyrody
Góry Ołowiane są chronione w ramach Sieci Natura 2000 jako obszar siedliskowy Góry i Pogórze Kaczawskie. Ponadto wchodzą w obręb Rudawskiego Parku Krajobrazowego. Na południowych stokach Ciechanówki objęto ochroną w ramach stanowiska dokumentacyjnego sztolnię nazwaną jako „Sztolnia Wapienna w Ciechanowicach”. Obiekt ten stanowi długi na 90 m korytarz zakończony komorą wydobywczą ulokowaną w żyle kalcytowej. Obecnie stanowi ważną ostoję dla zimujących nietoperzy.

## Szlaki turystyczne
- Szlak Zamków Piastowskich prowadzący od ruin zamku Grodziec na Pogórzu Bolesławieckim do zamku Grodno koło Zagórza Śląskiego przez średniowieczne budowle obronne w Sudetach.